# خوشگلترین زن عالم
خوشگلترین زن عالم فیلمی به کارگردانی قدرت‌الله احسانی و نویسندگی حبیب‌الله کسمایی محصول سال ۱۳۵۰ است.

## خلاصه داستان
دختری بعد از مرگ مادرش سرگردان و ناامید است تا با بهروز آشنا می‌شود. بهروز با علاقه به زندگیش نظمی می‌دهد و او را که مستعد خوانندگی است به یک دوست که استاد موسیقی است معرفی می‌کند و به زودی دختر خوانندهٔ معروفی می‌شود. حادثه‌ای سبب می‌شود که دختر در مورد بهروز دچار اشتباه شده و ترکش کند. دختر پس از جدا شدن از بهروز مأیوس و ناامید از همه کناره می‌گیرد و کارش را ترک می‌کند اما بهروز که دختر را دوست دارد او را یافته و واقعیت را برایش روشن می‌کند.

## بازیگران
- جمیله
- منوچهر وثوق
- جمشید هاشم‌پور
- فرنگیس فروهر
- جمشید مهرداد
- جهانگیر فروهر